# Achim Kleinlein
Achim Kleinlein (* 1962 in Kassel) ist ein deutscher Oratorien- und Opernsänger (lyrischer Tenor).

## Leben
Seine Ausbildung erhielt Achim Kleinlein zunächst als Kirchenmusiker an der Hochschule für Musik und Theater Hannover.
An der Lübecker Musikhochschule erwarb der Sänger sein Konzertexamen bei James Wagner. Meisterkurse führten ihn zu Dietrich Fischer-Dieskau und Elisabeth Schwarzkopf, im Liedgesang zu Norman Shetler.
Der Sänger begann seine Bühnenlaufbahn am Mecklenburgischen Staatstheater Schwerin und den Bühnen der Hansestadt Lübeck als lyrischer Mozarttenor, u. a. alsTamino in der Zauberflöte oder als Belmonte in der Entführung aus dem Serail von Wolfgang Amadeus Mozart. Auch zeitgenössische Opern, wie Der Kaiser von Atlantis von Victor Ullmann, gehören zu seinem Repertoire.
Sein eigentlicher Schwerpunkt liegt jedoch im Bereich Kunstlied und Oratorium. So ist Kleinlein regelmäßig Gast bei internationalen Festivals. Insbesondere die Interpretation der Evangelistenpartien von Johann Sebastian Bach führten den Tenor zu internationalen Auftritten, hauptsächlich in Europa, aber auch nach Israel und in die USA.

## Aufnahmen
- 2002 The Sound of Cultures, Symphonia 2002
- 2002 Vaya con Dios (Soundtrack zum gleichnamigen Film), edel Records 2002
- 1997 Sacred Works Missa Imperialis, CPO 2002
- 1997 Sacred Works Kaiser Leopold I. CPO 1997
- 1995 Mozart Requiem, Deutsche Austrophon 1996
- 1994 Alfred Koerppen Werke (Auswahl), Ars Musica
- 1993 Alfred Koeppen (Auswahl), Thorophon
- 1992 H. Schütz Psalmen, Motetten, Konzerte Harmonie (BMG)
- 1989 Marc-Antoine Charpentier Messe pour le Samedi de Pâques, Calig